# Partido Comunista da Grécia
O Partido Comunista da Grécia (em grego: Κομμουνιστικό Κόμμα Ελλάδας/Kommounistikó Kómma Elládas, KKE) é um partido comunista da Grécia.
Foi fundado em  1918 como Partido Socialista-Trabalhista da Grécia, sendo a agremiação política mais antiga do país. Teve participação ativa na resistência e na libertação da Grécia durante a Segunda Guerra Mundial, quando chegou a ter cerca de 450.000 filiados. De 1946 a 1949, lutou contra o Exército Helénico (então monarquista) na Guerra Civil Grega. Por consequência disso, foi colocado na ilegalidade e passou a concorrer as eleições como Esquerda Democrática Unida até o golpe de estado de 1967. Foi durante essa época, em 1958, que obteve seu melhor resultado eleitoral (60 assentos e 24% dos votos). Durante o regime militar grego, foi uma das mais importantes vozes de oposição. Após o fim do regime militar, em 1984, manteve cerca de 9% dos votos até atingir o pico de 13% (28 assentos) em 1989. Declinou até 4,5% em 1993 e ascendeu para 7-8% entre 2007 e 2012. Com o surgimento do Syriza, perdeu parte de seus votos, mantendo-se atualmente com o apoio de cerca de 5% dos gregos.

## Resultados eleitorais
Nas Eleições legislativas na Grécia em 2015 o partido recebeu 5,47% dos votos, tendo ganho 15 lugares no Parlamento da Grécia .

### Eleições legislativas
| Data                  | CI.                   | Votos                 | %                     | +/-                   | Deputados             | +/-                   | Status                |
| Banido de 1936 a 1974 | Banido de 1936 a 1974 | Banido de 1936 a 1974 | Banido de 1936 a 1974 | Banido de 1936 a 1974 | Banido de 1936 a 1974 | Banido de 1936 a 1974 | Banido de 1936 a 1974 |
| --------------------- | --------------------- | --------------------- | --------------------- | --------------------- | --------------------- | --------------------- | --------------------- |
| 1974                  | Esquerda Unida        | Esquerda Unida        | Esquerda Unida        | Esquerda Unida        | 8 / 300               |                       | Oposição              |
| 1977                  | 4.º                   | 480 272               | 9,4 / 100,0           | 0,1                   | 11 / 300              | 3                     | Oposição              |
| 1981                  | 3.º                   | 620 302               | 10,9 / 100,0          | 1,5                   | 13 / 300              | 2                     | Oposição              |
| 1985                  | 3.º                   | 629 525               | 9,9 / 100,0           | 1,0                   | 12 / 300              | 1                     | Oposição              |
| 06/1989               | Synaspismos           | Synaspismos           | Synaspismos           | Synaspismos           | 20 / 300              | 8                     | Governo               |
| 11/1989               | Synaspismos           | Synaspismos           | Synaspismos           | Synaspismos           | 16 / 300              | 4                     | Governo               |
| 1990                  | Synaspismos           | Synaspismos           | Synaspismos           | Synaspismos           | 15 / 300              | 1                     | Oposição              |
| 1993                  | 4.º                   | 313 001               | 4,5 / 100,0           |                       | 9 / 300               | 6                     | Oposição              |
| 1996                  | 3.º                   | 380 046               | 5,6 / 100,0           | 1,1                   | 11 / 300              | 2                     | Oposição              |
| 2000                  | 3.º                   | 379 454               | 5,5 / 100,0           | 0,1                   | 11 / 300              | Estável               | Oposição              |
| 2004                  | 3.º                   | 436 818               | 5,9 / 100,0           | 0,4                   | 12 / 300              | 1                     | Oposição              |
| 2007                  | 3.º                   | 583 750               | 8,2 / 100,0           | 2,3                   | 22 / 300              | 10                    | Oposição              |
| 2009                  | 3.º                   | 517 154               | 7,5 / 100,0           | 0,7                   | 21 / 300              | 1                     | Oposição              |
| 05/2012               | 5.º                   | 536 105               | 8,5 / 100,0           | 1,0                   | 26 / 300              | 5                     | Oposição              |
| 06/2012               | 7.º                   | 277 227               | 4,5 / 100,0           | 4,0                   | 12 / 300              | 14                    | Oposição              |
| 01/2015               | 5.º                   | 338 138               | 5,5 / 100,0           | 1,0                   | 15 / 300              | 3                     | Oposição              |
| 09/2015               | 5.º                   | 301 632               | 5,5 / 100,0           | Estável               | 15 / 300              | Estável               | Oposição              |
| 2019                  | 4.º                   | 299 592               | 5,3 / 100,0           | 0,2                   | 15 / 300              | Estável               | Oposição              |
| 05/2023               | 4.º                   | 426 628               | 7,2 / 100,0           | 1,9                   | 26 / 300              | 10                    | -                     |
| 06/2023               | 4.º                   | 401 164               | 7,7 / 100,0           | 0,4                   | 20 / 300              | 6                     | Oposição              |

### Eleições europeias
| Datas | CI.         | Votos       | %            | +/-         | Deputados | +/-     |
| ----- | ----------- | ----------- | ------------ | ----------- | --------- | ------- |
| 1981  | 3.º         | 729 052     | 12,8 / 100,0 |             | 3 / 24    |         |
| 1984  | 3.º         | 693 304     | 11,6 / 100,0 | 1,2         | 3 / 24    | Estável |
| 1989  | Synaspismos | Synaspismos | Synaspismos  | Synaspismos | 4 / 24    | 1       |
| 1994  | 4.º         | 410 741     | 6,3 / 100,0  |             | 2 / 25    | 2       |
| 1999  | 3.º         | 557 365     | 8,7 / 100,0  | 2,4         | 3 / 25    | 1       |
| 2004  | 3.º         | 580 396     | 9,5 / 100,0  | 0,8         | 3 / 24    | Estável |
| 2009  | 3.º         | 428 283     | 8,4 / 100,0  | 1,1         | 2 / 22    | 1       |
| 2014  | 6.º         | 349 255     | 6,1 / 100,0  | 2,3         | 2 / 21    | Estável |
| 2019  | 4.º         | 302 673     | 5,4 / 100,0  | 0,7         | 2 / 21    | Estável |
| 2024  | 5.º         | 367 796     | 9,3 / 100,0  | 3,9         | 2 / 21    | Estável |